# Абубакар II
Абубакар (Абу-Бекр, Абубакрі) II (араб. أبو بكر الثاني) — 9-й манса (верховний правитель) середньовічної держави Малі, який перебував при владі в 1310—1312 роках. Відомий своєю атлантичною подорожжю. Відомий також як Манса Ку.

## Життєпис
Походив з династії Кейта. Син Колонкан, сестри Сундіата Кейти, засновника імперії Малі. Про нього відомості є лише в арабських істориків.
Більшість відомостей про Абубакара II міститься в праці арабського вченого Шихаба Аль-Омарі. У 1310 році манса Абубакар II, ймовірно невдовзі після сходження на трон, ініціював будівництво 200 суден для людей і ще 200 прямувало на дослідження меж морів, які були західним кордоном імперії. Місія виявилася безрезультатною, і інформація прийшла лише від капітана одного човна, що відмовився плисти за іншими суднами, коли вони досягли місця впадання річки в море і виру. Після цього манса сам став на чолі нової експедиції. 1311 року манса тимчасово поступився владою небожеві Мусі, призначивши його візиром, і вирушив на 1000 суднах з військом і великою кількістю харчів, одягу та зброї Атлантичним океаном (ат-Мута). У 1312 році Гбара (Велика Рада) оголосила Абубакара II зниклим та визнала мансою візира Мусу.

## Аналіз подорожі
Гвінейський дослідник Іван ван Сертима та малійський вчений Гауссу Діавара вважали, що Абубакар досяг Південної Америки. Ван Сертіма наводить конспект журналу Христофора Колумба, зроблений Бартоломеєм де лас Касасом, згідно з яким метою третього плавання Колумба було перевірити твердження Жуана II, короля Португалії, щодо прибуття на Карибські острови якихось чорних людей.
Втім дослідження не довели африканську присутність в доколумбовий період, зокрема не знайдено жодного артефакту, поселення чи ще якось ґрунтовного факту, який підтверджував прибуття до Америки малійських мореплавців.